# Claus-Dieter Dunker
Claus-Dieter Dunker (* 5. Januar 1936 in Ostseebad Sellin; † 3. Mai 2023 in Bremen) war ein deutscher Politiker und Mitglied der Bremischen Bürgerschaft  (SPD).   

## Biografie
Dunker war als Bauleiter in Bremen tätig, u. a. 21 Jahre bei der Gewoba.
Er war Mitglied der SPD und im Ortsverein Hemelingen aktiv, zeitweise als Vorsitzender. Er war für die SPD von 1979 bis 1987 in der 10. und 11. Wahlperiode acht Jahre lang Mitglied der Bremischen Bürgerschaft. Dort war er in den Deputationen für Wissenschaft und Kunst und Inneres sowie in der Kontrollkommission tätig.
Zudem war er seit 1971 Mitglied der Arbeiterwohlfahrt (AWO) und langjähriger Vorsitzender der AWO in Arbergen.
 
Er war Mitglied der Kommunalpolitischen Arbeitsgemeinschaft Arbergen (KAG).
Dunker war verheiratet und hatte Kinder.